# Liên hoan phim quốc tế Venezia lần thứ 76
Liên hoan phim quốc tế Venezia thường niên lần thứ 76 được tổ chức từ 28 tháng 8 đến ngày 7 tháng 9 năm 2019. Ban tổ chức đã lựa chọn nữ đạo diễn người Argentina Lucrecia Martel làm chủ tịch ban giám khảo. The Truth do Hirokazu Kore-eda là tác phẩm chiếu mở màn liên hoan phim. Trong khi đó giải cao nhất Sư tử vàng thuộc về bộ phim Joker do Todd Phillips đạo diễn.

## Giám khảo
Tranh cử chính (Venezia 76)
- Lucrecia Martel, đạo diễn kiêm biên kịch người Argentina (chủ tịch ban giám khảo)[3]
- Piers Handling, nhà sử học điện ảnh, nhà phê bình, giám đốc sản xuất của liên hoan phim quốc tế Toronto người Canada
- Mary Harron, đạo diễn người Canada
- Stacy Martin, nữ diễn viên người Pháp
- Rodrigo Prieto, nhà quay phim người Mexico
- Shinya Tsukamoto, nhà làm phim kiêm nam diễn viên người Nhật
- Paolo Virzì, đạo diễn kiêm biên kịch người Ý

Horizons
- Susanna Nicchiarelli, đạo diễn kiêm biên kịch người Ý (chủ tịch ban giám khảo)
- Mark Adams, nhà chỉ đạo nghệ thuật của liên hoan phim quốc tế Edinburgh
- Rachid Bouchareb, nhà làm phim người Pháp
- Álvaro Brechner, nhà làm phim người Uruguay
- Eva Sangiorgi, nhà chỉ đạo nghệ thuật của liên hoan phim quốc tế Vienna

Giải Luigi De Laurentiis cho một phim điện ảnh đầu tay
- Emir Kusturica, đạo diễn, nhà biên kịch kiêm nam diễn viên người Serbia (chủ tịch ban giám khảo)
- Antonietta De Lillo, đạo diễn kiêm nhà biên kịch người Ý
- Hend Sabry, nữ diễn viên người Tunisia
- Michael J. Werner, nhà sản xuất điện ảnh người Mỹ-Hồng Kông
- Terence Nance, nhà làm phim người Mỹ

Venice Virtual Reality
- Laurie Anderson, nhà soạn nhạc, nghệ sĩ và chỉ đạo người Mỹ (chủ tịch ban giám khảo)
- Francesco Carrozzini, nhà quay phim người Ý
- Alysha Naples, nhà thiết kế người Ý

Venice Classics
- Costanza Quatriglio, đạo diễn kiêm nhà biên kịch người Ý

## Danh sách cụ thể

### Tranh cử chính
Dưới đây là những tác phẩm điện ảnh được lựa chọn cho phần thi tranh cử quốc tế chính:
| Tựa tiếng Anh                             | Tựa gốc                                | Đạo diễn          | Quốc gia sản xuất               |
| ----------------------------------------- | -------------------------------------- | ----------------- | ------------------------------- |
| About Endlessness                         | Om det oändliga                        | Roy Andersson     | Thụy Điển, Đức, Na Uy           |
| Ad Astra                                  | Ad Astra                               | James Gray        | Mỹ                              |
| Babyteeth                                 | Babyteeth                              | Shannon Murphy    | Úc                              |
| Ema                                       | Ema                                    | Pablo Larraín     | Chile                           |
| Gloria Mundi                              | Gloria Mundi                           | Robert Guédiguian | Pháp                            |
| Guest of Honour                           | Guest of Honour                        | Atom Egoyan       | Canada                          |
| A Herdade                                 | A Herdade                              | Tiago Guedes      | Bồ Đào Nha, Pháp                |
| Joker                                     | Joker                                  | Todd Phillips     | Mỹ                              |
| The Laundromat                            | The Laundromat                         | Steven Soderbergh | Mỹ                              |
| The Mafia Is No Longer What It Used to Be | La mafia non è più quella di una volta | Franco Maresco    | Ý                               |
| Marriage Story                            | Marriage Story                         | Noah Baumbach     | Mỹ                              |
| Martin Eden                               | Martin Eden                            | Pietro Marcello   | Ý, Pháp                         |
| The Mayor of Rione Sanità                 | Il sindaco del Rione Sanità            | Mario Martone     | Ý                               |
| No.7 Cherry Lane                          | Jì yuán tái qī hào (繼園臺七號)        | Yonfan            | Hồng Kông, Trung Quốc           |
| An Officer and a Spy                      | J'accuse                               | Roman Polanski    | Pháp                            |
| The Painted Bird                          | Nabarvené ptáče                        | Václav Marhoul    | Cộng hòa Séc, Slovakia, Ukraine |
| The Perfect Candidate                     | The Perfect Candidate                  | Haifaa al-Mansour | Ả Rập Xê Út, Đức                |
| Saturday Fiction                          | Lán xīn dà jùyuàn (兰心大剧院)         | Lou Ye            | Trung Quốc                      |
| The Truth                                 | La vérité                              | Hirokazu Kore-eda | Nhật Bản, Pháp                  |
| Waiting for the Barbarians                | Waiting for the Barbarians             | Ciro Guerra       | Ý, Mỹ                           |
| Wasp Network                              | Wasp Network                           | Olivier Assayas   | Pháp, Brazil                    |

## Giải thưởng
Dưới đây là danh sách những hạng mục chính được trao tại lễ trao giải lần thứ 76:
Tranh cử chính
- Sư tử vàng: Joker của Todd Phillips
- Giải thưởng lớn của Ban giám khảo: J'accuse của Roman Polanski
- Sư tử bạc: Roy Andersson cho About Endlessness
- Cúp Volpi cho nữ diễn viên xuất sắc nhất: Ariane Ascaride cho Gloria Mundi
- Cúp Volpi cho nam diễn viên xuất sắc nhất: Luca Marinelli cho Martin Eden
- Giải Kịch bản xuất sắc nhất: No.7 Cherry Lane của Yonfan
- Giải đặc biệt của Ban Giám khảo: The Mafia Is No Longer What It Used to Be của Franco Maresco
- Giải Marcello Mastroianni: Toby Wallace, Babyteeth